# کانن ئی‌اواس-۱دی مارک ۳
کانن ئی‌اواس-۱دی مارک ۳ (به انگلیسی: Canon EOS-1D Mark III) یک دوربین عکاسی تک‌لنزی بازتابی ساخت شرکت کانن است.